# Bi-Bête
La Bi-Bête (Bi-Beast) est un super-vilain évoluant dans l'univers Marvel de la maison d'édition Marvel Comics. Créé par le scénariste Steve Englehart et le dessinateur Herb Trimpe, le personnage de fiction apparaît pour la première fois dans le comic book The Incredible Hulk #169 en novembre 1973.

## Biographie du personnage

### Origines
La Bi-Bête est un androïde créé par une race d'hommes-oiseaux, elle-même sous-espèce des Inhumains. Pour des raisons inconnues, cette race disparut, ne laissant que la Bi-Bête dans leur cité.
Des années plus tard, la Bi-Bête aperçut la Harpie et Bruce Banner, lui rappelant les hommes-oiseaux. Il captura le couple et força Banner à réparer les machines de la cité abandonnée. Banner utilisa en fait les machines pour guérir la Harpie, qui reprit sa forme humaine, Betty Ross. Trompé, la Bi-Bête affronta l'alter ego de Banner, Hulk, mais fut distrait par un commando de l'A.I.M mené par MODOK. Pour protéger sa ville du pillage, la créature lança un mécanisme d'auto-destruction et périt dans l'explosion.
À l'insu de tous, un cylindre de survie fut éjectée de la ville. Il contenait une deuxième Bi-Bête, et il reposa des années au fond de l'océan, jusqu'à ce qu'il soit découvert par le SHIELD. Réveillé, le monstre prit le contrôle de l'Héliporteur du SHIELD et comptait lancer des missiles sur les capitales pour se venger de la race humaine. Le général Ross força Banner/Hulk à attaquer la créature et les deux monstres tombèrent dans l'océan. Apparemment, la Bi-Bête se noya.
Elle fit pourtant son retour, plusieurs années après, et prit le contrôle d'un navire de guerre américain, forçant l'équipage à reconstruire sa cité. Mais Thor réussit à libérer les marins. La créature s'associa ensuite à l'Homme-Bête (en) mais le duo fut vite vaincu par Thor et Iron Man.
La Bi-bête fut capturée par l'Étranger sur son monde-laboratoire. Avec d'autres captifs, elle s'enfuit et, à son retour sur Terre, se retrouva opposé à Hulk et Miss Hulk.

## Pouvoirs et capacités
La Bi-Bête est un androïde très évolué mesurant près de 2,30 m de haut (autrefois 6 m) et possédant une force rivalisant avec celle de Hulk lorsque ce dernier est calme. Il ne se fatigue jamais et ne ressent pas la douleur.
La première Bi-Bête avait des connaissances étendues dans les techniques de guerre du Peuple-Oiseau et sa culture, mais était dépourvue de toute connaissance scientifique. La seconde possédait tous ces savoirs.